# Grand Slam Cup 1996
La Grand Slam Cup 1996 è stato un torneo di tennis giocato sul sintetico indoor. È stata la 7ª edizione del torneo maschile che fa parte dell'ATP Tour 1996. Si è giocato all'Olympiahalle di Monaco di Baviera in Germania dal 2 al 7 dicembre 1996.

## Campioni

### Singolare maschile
Boris Becker ha battuto in finale  Goran Ivanišević con il punteggio di 6–3, 6–4, 6–4